# Демон
Де́мон (грец. Δαίμονας *‘зла’ духовна сутність) — дух із надлюдською силою, що належить до невидимого світу і має вплив на життя й долю людей. У видимій формі демони уявляються істотами, що поєднують людські та тваринні риси. Первісно демони нейтральні або не є однозначно добрими чи злими. В сучасності ж переважно уявляються злими істотами.

## Етимологія
Слово «демон» походить від давньогрецького «даймон» (δαίμων) — «божество», «дух», що в свою чергу утворене від кореня «дай» — «розділяти». Первісно демонами називались божества-посередники між вищими божествами й людьми взагалі, котрі повідомляють волю іншого божества чи здійснюють певний вплив згідно з його волею на видимий світ. Пізніше відбувся розподіл на добрих евдаймонів (εὐδαίμων, «евдемон» в пізніших варіантах) і злих какодаймонів (κακοδαίμων, «какодемон»). Так, Гесіод описував, що люди Золотої доби після смерті стали добрими демонами. Аналогічні духовні істоти відомі в безлічі культур.
З поширенням християнства демонів  ототожнювали з  янголами, які зрадили Богу та шкодять людям, зокрема видають себе за богів. Таким чином під демонами стали розумітися всі язичницькі боги, а також духи — окрім вірних Богові янголів. У слов'янській християнській традиції «демон» і «біс» — синоніми, де «біс» — це переклад єврейського «шед» (דֵש) і грецького «даймон». У язичників «біс» — це злий дух, тож у перекладі було взято саме цю назву як найбільш відповідну. З XI ст. перевага віддається варіанту «демон». Іноді бісами називаються тільки злі духи, тоді як демонами — узагальнена невидима сила.

## Образ і функції

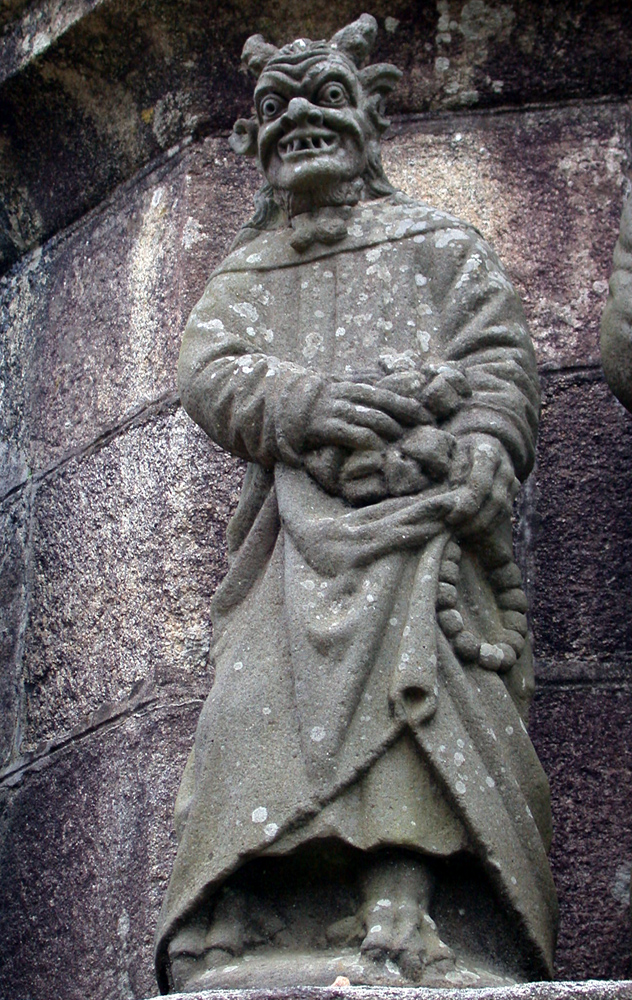
Статуя псевдопророка на церкві в Плугонвані (1916 рік)

Більшість язичницьких демонів не є однозначно добрі чи злі. Вони підтримують природний порядок або й сприяють людським справам за дотримання ритуалів і табу. Демони переважно асоціюються з земними силами, виступаючи в образі людиноподібних істот — привидів, гоблінів тощо, котрі поєднують видимий і невидимий світи. В той же час демонам притаманні ознаки, що відрізняють їх від людини. Це каліцтва (кульгавість, відсутність частин тіла — очей, рук, ребра, голови і т. ін.) чи наявність тваринних рис (волохатість, звірині ікла, пазурі, роги, тваринні ноги тощо). Літаючими ж, і наділеними крилами, уявляються ті божества й духи, котрі слугують вісниками інших богів і духів, такі як Ерот, Ніка, генії, або втілюють руйнівну силу повітря, такі як Пазузу.
В монотеїстичних релігіях (християнстві, юдаїзмі, ісламі та зороастризмі) демони та янголи передусім асоціюються з повітряною стихією чи небом. Їхній поширений атрибут — пташині крила, що відображає швидкість і/або близькість до Бога, теперішню чи минулу. Втім, з огляду на протистояння монотеїстичних релігій та язичництва, в перших добрі духовні істоти часто виступають як небесні, а злі — як земні жителі, хоча богослів'я наголошує, що духи здатні набувати будь-якого вигляду і їхні зображення символічні.
Тоді як язичницькі демони не мають конкретного походження та керівника, демони в монотеїзмі підкорюються противникові Бога. Таким виступає Сатана, Шайтан, Аріман.
До демонів також зараховуються ворожі до людей істоти східних релігій — асури, наги, пішахаси, гуй-шен тощо. Так, в індуїзмі асури є ворогами богів девів і вирізняються залежністю від різних пристрастей. В буддизмі Мара та її дочки спонукають людей триматися матеріального світу й тим самим заважають досягненню нірвани. З поширення буддизму в Тибет, Китай та Японію істоти з місцевих вірувань були включені до тамтешніх форм буддизму як демони. До прикладу, в категорію демонів включаються японські оні, тенґу. Китайські гуй-шен виступають як демони-персоніфікації сил природи.

## Демони в християнстві

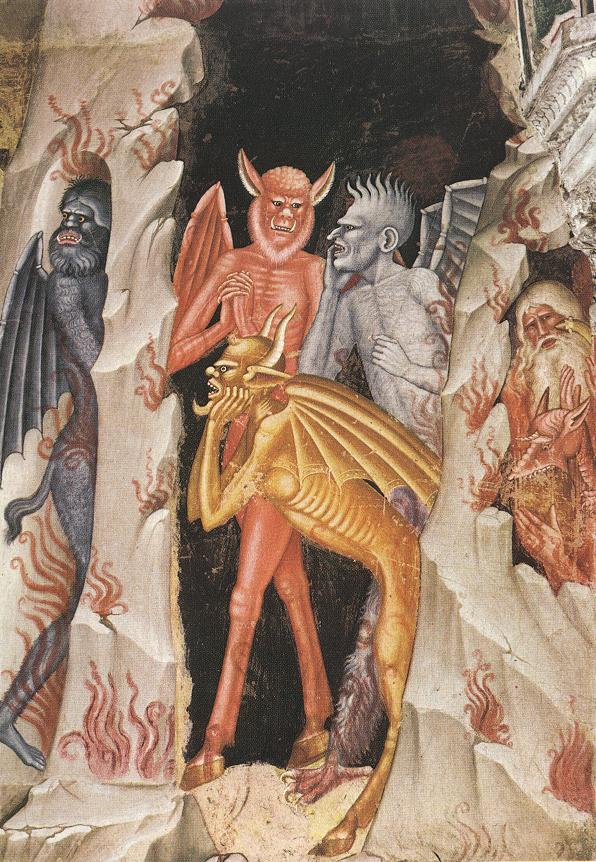
Демони на фресці Андреа Мантеньї, XIV ст.

### Суть і функції
У християнстві демони — це янголи, що приєдналися до Сатани під час його бунту проти Бога. Демони всіляко перешкоджають спасінню людей, підштовхуючи до вчинення гріхів. Вони навівають згубні думки й почуття, вводять у скруту, спонукають до створення облудних учень, таких як магія чи астрологія, самовільного трактування Святого Писання. Їм приписується здатність керувати силами природи. Особливо демони нападають на святих, що неодноразово описано в їхніх житіях, і монахів. Так, демони обіцяють різні багатства й задоволення, видають себе за людей і Божих янголів аби схилити до гріха.
Визнається можливість одержимості людини чи тварини демоном або й багатьма демонами одночасно, що позбавляє її волі, роблячи основою для подальшого навернення інших людей у гріх. Одержимість проявляється у незвичайних фізичних і розумових здібностях, володінні знаннями, котрі людина не могла отримати звичайним шляхом, боязні святих символів, імен. Обряд вигнання демонів називається екзорцизмом.

### Зображення
Для християнського мистецтва притаманно зображати демонів як людиноподібні фігурки чорного, сірого чи синього кольору. Часто вони одягнені в такого ж кольору хітони, мають крила, здиблене волосся. Найраніші відомі зображення демонів у християнській традицій відомі з VI ст., це мініатюри Євангелія Раввули та мозаїки Сан-Аполлінаре Нуово в Равенні.
Культ кози, що слугувала в стародавніх народів символом родючості, зумовив наділення рисами кози деяких демонів. Звідси зокрема козлині риси в чортів і сатирів: шерсть, роги, роздвоєні копита. В християнстві цей образ було переосмислено як символ хтивості, відсутності контролю над бажаннями. Позаяк культ родючості був у язичників одним з центральних, стереотипні демони в християнській традиції зображаються саме як люди з козлиними рисами. Поширеним атрибутом демонів у християнському мистецтві є шкірясті крила, як у кажана. Вони з одного боку вказують на небесне походження та всюдисущість демонів, з іншого — демонструють зв'язок цих духів із нижчим підземним світом, печерами Пекла, протиставленими Небесам, та темрявою як символом зла.

### Імена демонів

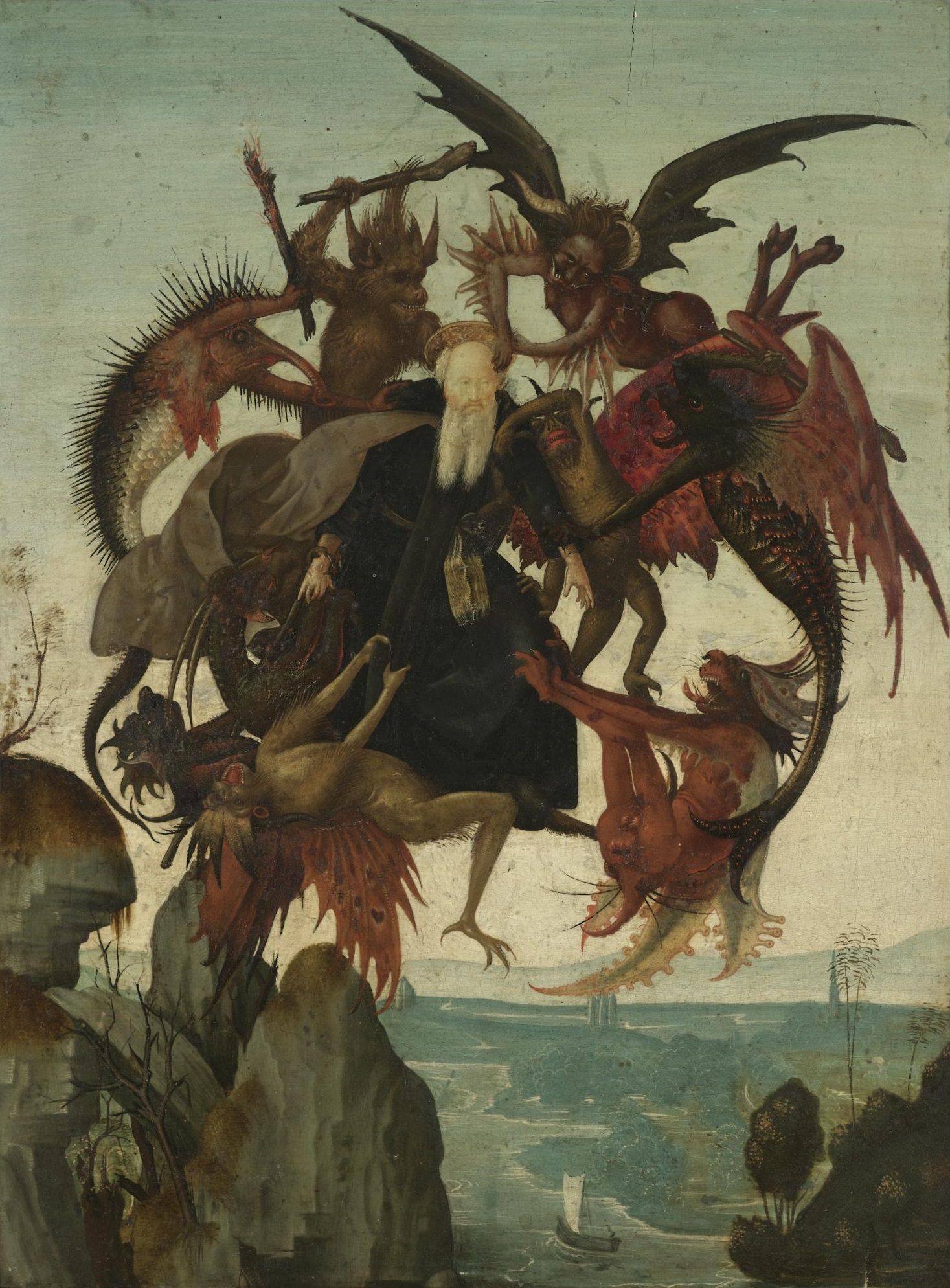
Демони на картині «Спокуса святого Антонія» Доменіко Гірландайо, XV ст.

З віри в отримання влади над істотою чи предметом, якщо знати її справжнє ім'я, походить віра в можливість контролювати демонів. Старий Заповіт забороняє звертатися до демонів, оскільки лише Бог є володарем усього сущого і шукати чиєїсь іншої допомоги — означає відвертатися від Бога. Проте в міру зближення юдейської культури з античною в Старому Заповіті з'являється все більше імен демонів.
У добу християнського Середньовіччя вірили, що певні демони спокушають людей відповідним смертним гріхом. Подібний перелік наведений у трактаті «The Lanterne of Light» (1409—1410):
- Люцифер — світлоносний (той що несе світанок)
- Мамона — жадібність (багатство, земні блага) (avarouse) і здирство (covetise)
- Асмодей — хтивість (leccherouse)
- Вельзевул — заздрість (envious)
- Бельфеґор — обжерливість (glotouns)
- Аамон — гнів (wraþþe)
- Абаддон — лінощі (slowȝ)

У «Ґоетії» («Лемеґетон») наведений перелік 72 демонів:
1. Король Баал
2. Герцог Аґарес
3. Принц Вассаґо
4. Маркіз Саміґіна
5. Губернатор Марбас
6. Герцог Бельфеґор
7. Маркіз Аамон
8. Герцог Барбатос
9. Король Пеймон
10. Губернатор Буєр
11. Герцог Ґасіон
12. Принц Ситри
13. Король Белет
14. Маркіз Лерає
15. Герцог Еліґос
16. Герцог Зепар
17. Граф і Губернатор Ботіс
18. Герцог Базин
19. Герцог Саллос
20. Король Пурсон
21. Граф і Губернатор Маракс
22. Принц і Граф Іпос
23. Герцог Аїм
24. Маркіз Наберіюс
25. Граф і Губернатор Ґласеа-Лаболас
26. Герцог Буне
27. Маркіз і Граф Ронове
28. Герцог Берит
29. Герцог Астарот
30. Маркіз Форнеус
31. Губернатор Форас
32. Король Асмодей
33. Принц і Губернатор Ґаап
34. Граф Фурфур
35. Маркіз Мархозіас
36. Принц Столас
37. Маркіз Фенекс
38. Граф Галфас
39. Губернатор Малфас
40. Граф Раюм
41. Герцог Фокалор
42. Герцог Вепар
43. Маркіз Сабнок
44. Маркіз Шакс
45. Король і Граф Віне
46. Граф Біфронс
47. Герцог Вуал
48. Губернатор Гааґенті
49. Герцог Кроселл
50. Король Форкас
51. Король Балам
52. Герцог Аллосес
53. Губернатор Каїм
54. Граф і Герцог Мурмур
55. Принц Оробас
56. Герцог Ґреморі
57. Губернатор Осе
58. Губернатор Амі
59. Маркіз Ориас
60. Герцог Вапула
61. Король і Губернатор Заґан
62. Губернатор Валак
63. Маркіз Андрас
64. Герцог Гаурес
65. Маркіз Андреалфус
66. Маркіз Кімеєс
67. Герцог Амдусіас
68. Король Беліал
69. Маркіз Декарабіа
70. Принц Сиїре
71. Герцог Данталіон
72. Граф Андромаліюс

### Класифікація української демонології
1. Сатана
2. Люцифер
3. Пекун — цар пекла, його помічники — пекельники або огнянці
4. Диявол
5. Біс
6. Дідько
7. Щезник або Явида — чорт, що має здатність швидко щезати
8. Антипко, Безп'ятко — кульгавий чорт, якому дверима відбито п'яти
9. Мамун — чорт, який паморочить розум людини
10. Хапун — чорт, що хапає у нетрях дітей
11. Убиясник — чорт, що боїться вовків
12. Бісова матір[16]

### Демони зі «Слова про збурення пекла»
У творі «Слово про збурення пекла» XVII ст. згадуються антогонист Христа староста Люципер, персоніфікований Ад, старший воєвода з військом Трубай, воєвода Бенера, безіменні люциперові посли і слуги.

## У сучасній культурі
Віра в демонів вельми поширена, демони в сучасній культурі — це переважно злі та шкідливі духовні істоти. Так, згідно опитувань, проведених Pew Forum у 2008 році, близько 70 % американців вірять в реальність демонів і янголів. З вірою в демонів у сучасності тісно пов'язана «сатанинська паніка» — переконання в існуванні культів, які поклоняються Сатані й демонам і виконують для цього людські жертвопринесення. Це явище виникло в 1960-і та досягло піку в 1980-і на фоні розвитку маргінальних явищ у Західному суспільстві: появи субкультур, нових релігійних рухів. Їх причиною в масовій свідомості вбачається надприродне зло, персоніфікуючись як демони та Сатана.
У мистецтві демони, за небагатьма винятками, зображаються як ворожі людям сили. В західній культурі вони традиційно протистоять янголам, що бере своє коріння в біблійній літературі.
Також демонами називаються комп'ютерні програми чи процеси, що діють у фоновому режимі. В англійській мові демоном у переносному значенні також називається той, хто діє з винятковим ентузіазмом, затятістю чи ефективністю.